# Wilson Santiago
José Wilson Santiago (Uiraúna, 10 de junho de 1957) é um advogado, funcionário público e político brasileiro filiado ao Republicanos. É Deputado Federal pela Paraíba.

## Vida
Foi líder da bancada do PMDB na Câmara dos Deputados, foi Senador pela Paraíba, ficou sem mandato político em face da decisão do STF. Em 19 de outubro de 2011 o Tribunal Superior Eleitoral comunicou à Justiça Eleitoral da Paraíba sobre a decisão do Supremo Tribunal Federal, que determinou a posse imediata de Cássio Cunha Lima (PSDB) no mandato de senador da República, fazendo com que perdesse o cargo de senador que ocupava provisoriamente até uma decisão da justiça. Atualmente é filiado ao PTB, partido no qual é o presidente estadual na Paraíba.
Entre 1981 e 1986, estudou Direito no Centro Universitário de João Pessoa. Foi eleito duas vezes deputado estadual: o primeiro mandato (PDT) foi de 1995 a 1999 e o segundo (PSDB), de 1999 a 2003.
Prosseguiu sua jornada política sendo eleito deputado federal, pelo PMDB, com mandato de 1º de fevereiro de 2003 a 31 de janeiro de 2007, e reeleito em 2006, para ocupar a vaga de 1º de fevereiro de 2007 a 31 de janeiro de 2011, novamente pelo PMDB.  Em seu primeiro mandato como deputado federal foi eleito com 99 941 votos, conquistando o posto de deputado mais votado entre os eleitos de seu estado e, em seu segundo mandato, foi eleito com 163 661 votos, sendo o segundo mais votado. Em 2010, foi candidato a Senador, também pelo PMDB, e obteve 820 653 votos, ficando em terceiro lugar na disputa. Contudo, acabou sendo diplomado senador devido ao fato de o primeiro colocado, o ex-governador da Paraíba Cássio Cunha Lima, que obteve mais de um milhão de votos, ter sido barrado pela Lei Ficha Limpa.
Na eleição estadual de 2014, com o apoio do seu ex-rival Cássio Cunha Lima, que disputa o governo, é novamente candidato ao senado, dessa vez pelo PTB, mas é mais uma vez derrotado nas urnas, terminando a eleição apenas em 3º lugar com 506.093 votos (29,02% dos votos).
Nas eleições de 2018, concorreu ao cargo de Deputado Federal pelo PTB-PB sendo eleito com 86.208 votos (4,33% dos votos validos).
Em 2019, foi acusado pela PGR e pela Polícia Federal de corrupção passiva e organização criminosa. O ministro do STF Celso de Mello decretou seu afastamento do mandato, decisão que foi derrubada pela Câmara dos Deputados, com 170 votos a favor do afastamento quando era necessário 233 votos. O caso foi enviado para o Conselho de Ética da Casa, onde não teve andamento.
Em 2022, foi reeleito para seu quarto mandato, o segundo consecutivamente, recebendo 84.407 votos.